# Protein-O-Mannosyltransferase 1
Protein-O-Mannosyltransferase 1 (POMT1, engl. Protein O-mannosyl-transferase 1) ist ein Enzym bei Eukaryoten, dass zur Gruppe der Glykosyltransferasen gehört. Es wird durch das POMT1-Gen kodiert, das beim Menschen auf dem langen Arm von Chromosom 9 (9q34.13) lokalisiert ist. Mutationen an diesem Gen können zu seltenen Erbkrankheiten führen. POMT1 ist an der so genannten O-Glykosylierung von Proteinen beteiligt.
Das Enzym ist als „Multipass“-Transmembranproteinen in der Lipiddoppelschicht des endoplasmatischen Retikulums verankert und wird in zahlreichen Zellen gebildet (exprimiert). Eine hohe Konzentration wurde in den Hoden, dem Herzmuskel und der Bauchspeicheldrüse festgestellt. Niedrigere Konzentrationen kommen in den Nieren, dem Skelettmuskel, dem Gehirn, der Plazenta, der Lunge und der Leber vor.

## Funktion
POMT1 kann nur enzymatisch aktiv werden, wenn es als Proteinkomplex mit einer weiteren Glykosyltransferase, der Protein-O-Mannosyltransferase 2 (POMT2), vorliegt. POMT1 und POMT2 katalysieren zusammen die Bindung des Zuckers Mannose über eine O-glykosidische Bindung an die Serin/Threonin-Seitenketten des Proteins (Mannosylierung). Dies ist ein wichtiger Schritt in der posttranslationalen Modifikation von Proteinen.

## Medizinische Bedeutung
Bei Säugetieren werden O-Mannosylglykane vor allem im α-Dystroglykan gefunden. α-Dystroglykan ist ein wichtiger Bestandteil des Dystrophin-Glykoprotein-Komplexes in Muskel- und Nervenzellen, der der Verbindung des Zytoskelett mit der extrazellulären Matrix dient. Durch Mutationen im POMT1-Gen oder POMT2-Gen ist die O-Glykosylierung des α-Dystroglykans gestört, so dass es zu Erkrankungen kommen kann. Es sind mehrere zur Gruppe der Dystroglykanopathien gehörende Erkrankungen bzw. Phänotypen bekannt, die mit Mutationen im POMT1-Gen assoziiert sind:
- die kongenitalen Muskeldystrophien POMT1-assoziiertes Walker-Warburg-Syndrom[5][6] und POMT1 assoziierte Muskel-Auge-Gehirnkrankheit[7][8][9],
- die kongenitale Muskeldystrophie-Dystroglykanopathie mit mentaler Retardierung Typ B1 (MDDGB1)[10] und
- die Gliedergürteldystrophie LGMD2K[11].

## Weiterführende Literatur
- K. Akasaka-Manya, H. Manya u. a.: Different roles of the two components of human protein O-mannosyltransferase, POMT1 and POMT2. In: Biochemical and biophysical research communications Band 411, Nummer 4, August 2011, S. 721–725, doi:10.1016/j.bbrc.2011.07.012. PMID 21782786.
- M. Lommel, T. Willer u. a.: POMT1 is essential for protein O-mannosylation in mammals. In: Methods in enzymology Band 479, 2010, S. 323–342, doi:10.1016/S0076-6879(10)79018-2. PMID 20816174.